# Rennplatz Iffezheim

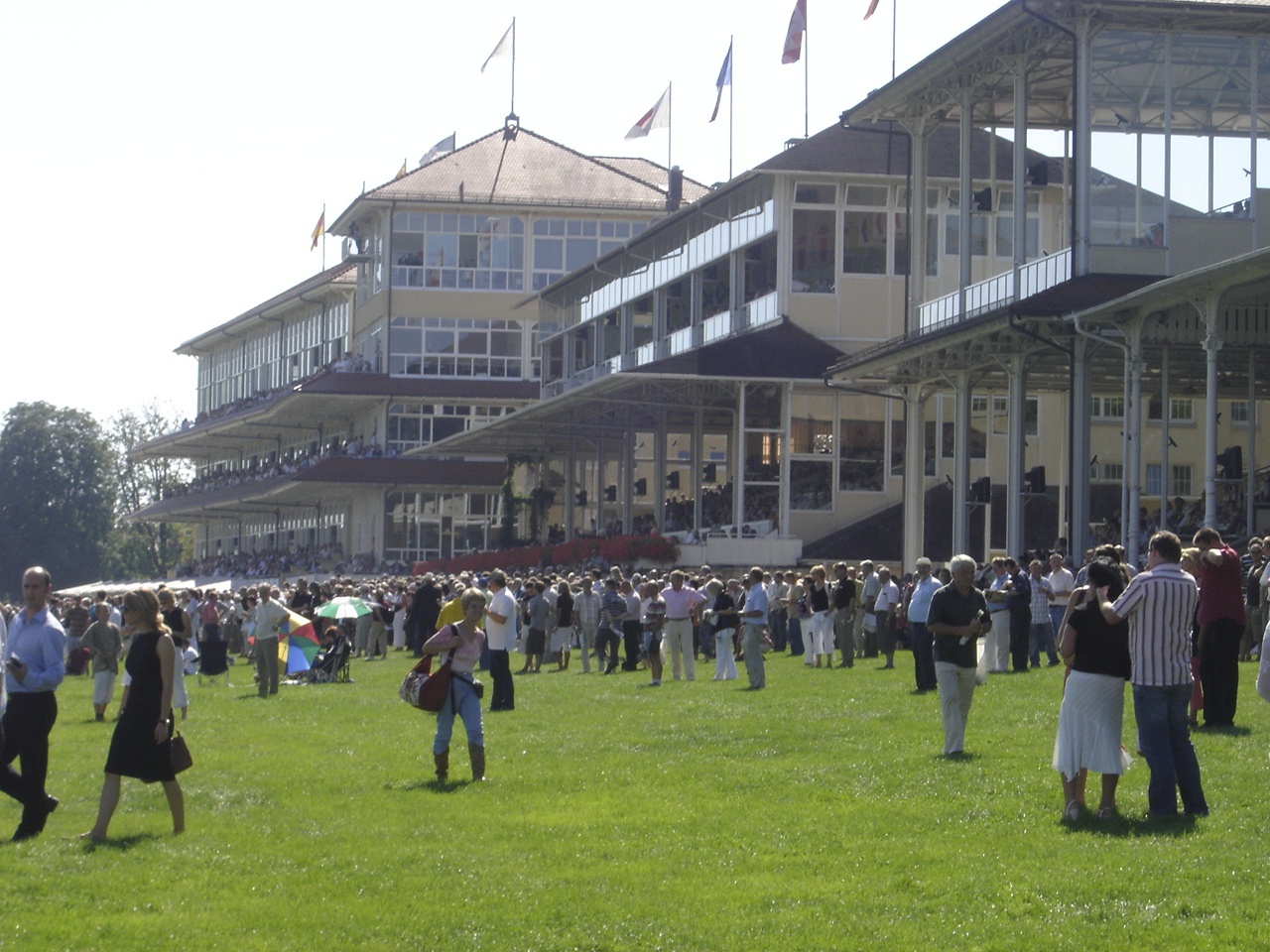
Die Zuschauertribünen an einem Renntag

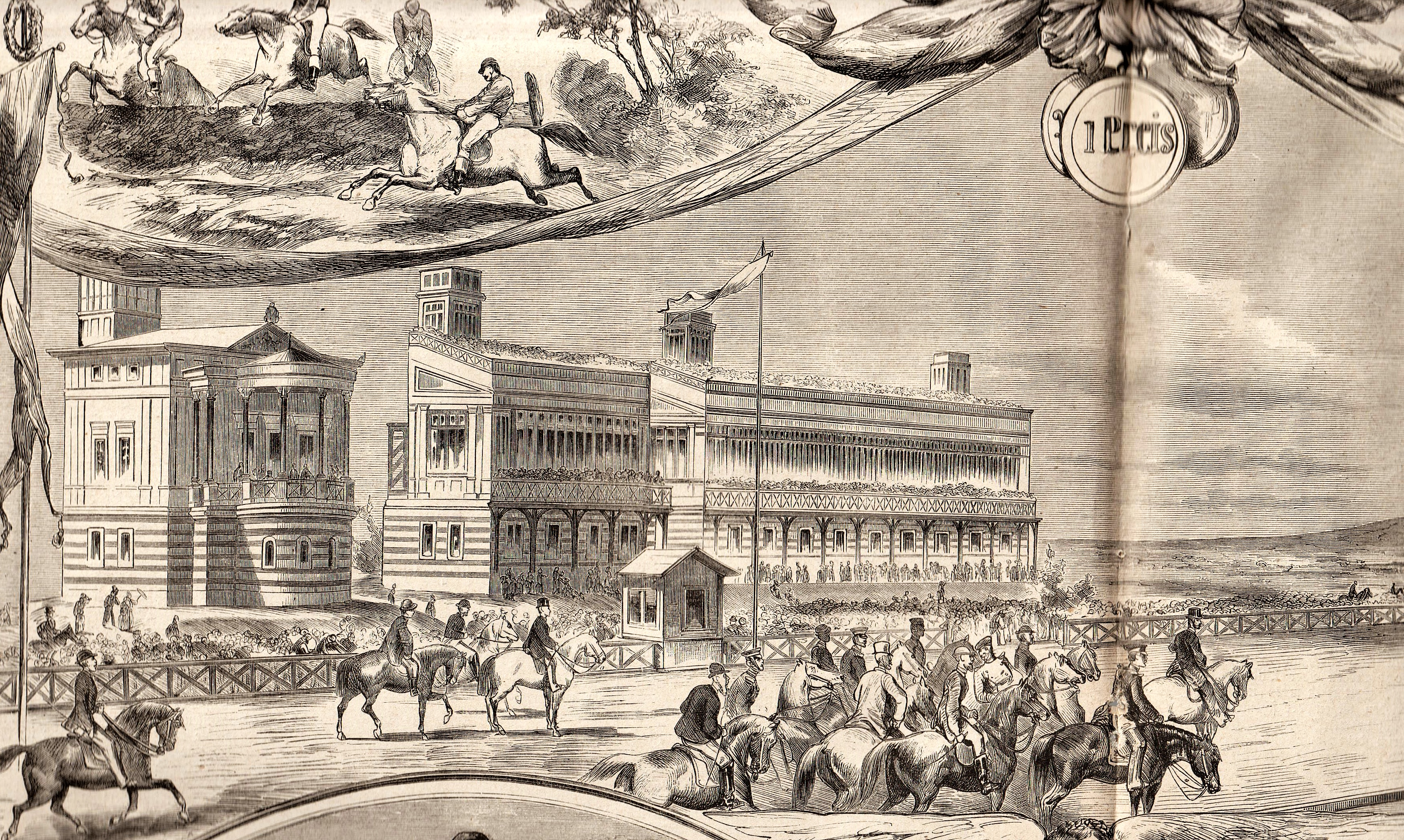
Historische Ansicht, 1872

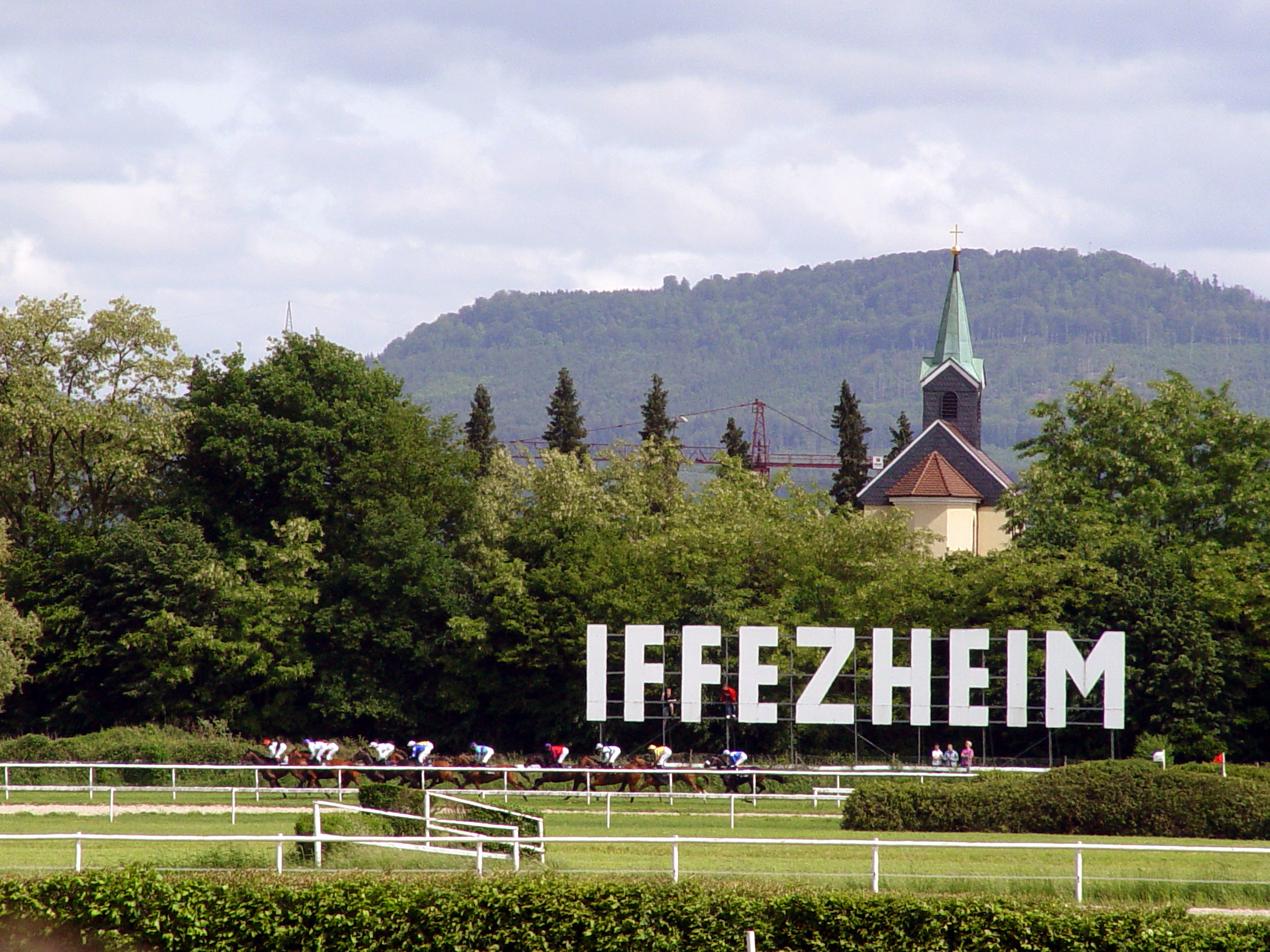
Das Teilnehmerfeld eines Rennens vor dem Kapellenberg

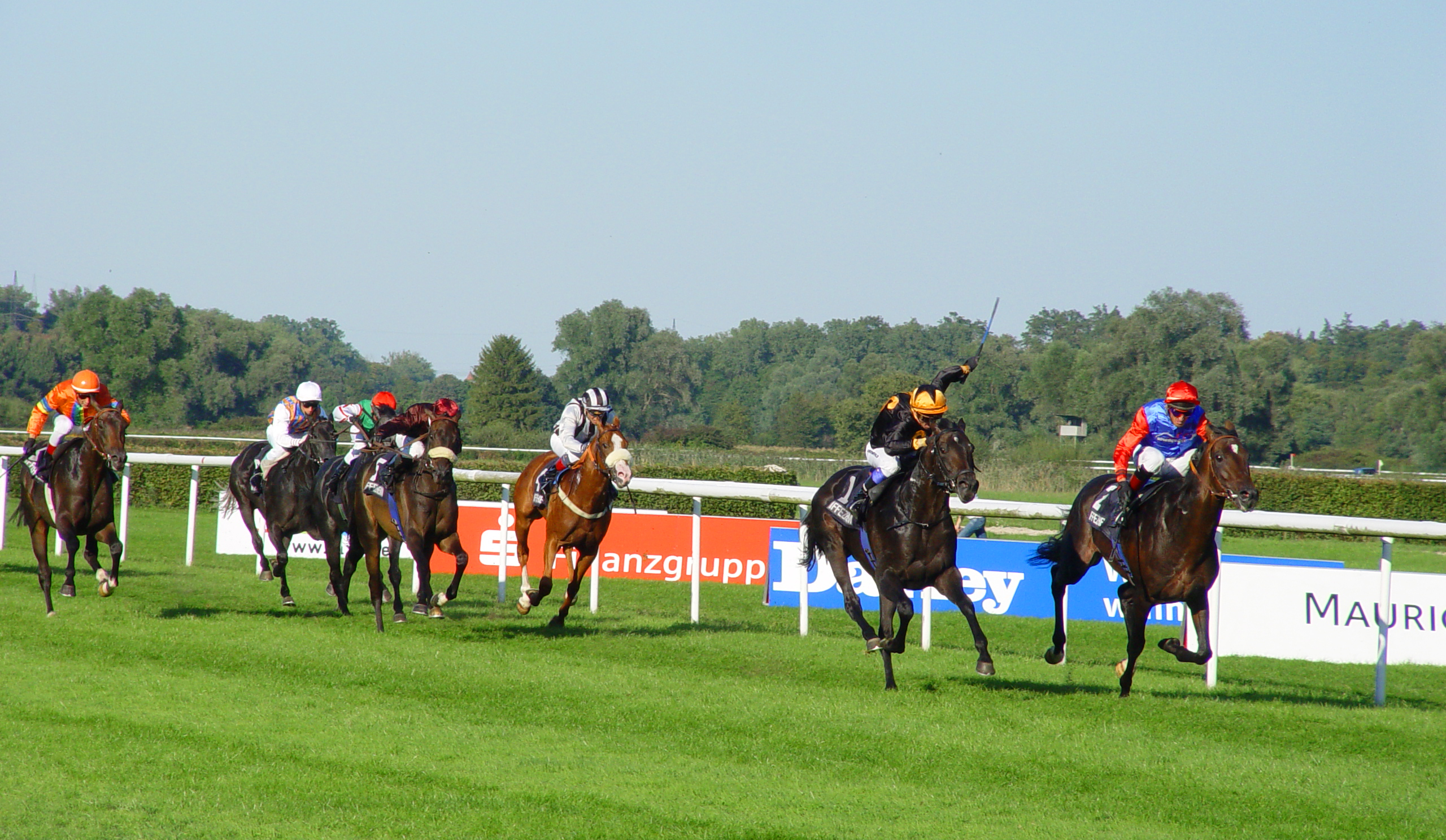
Auf der Zielgeraden

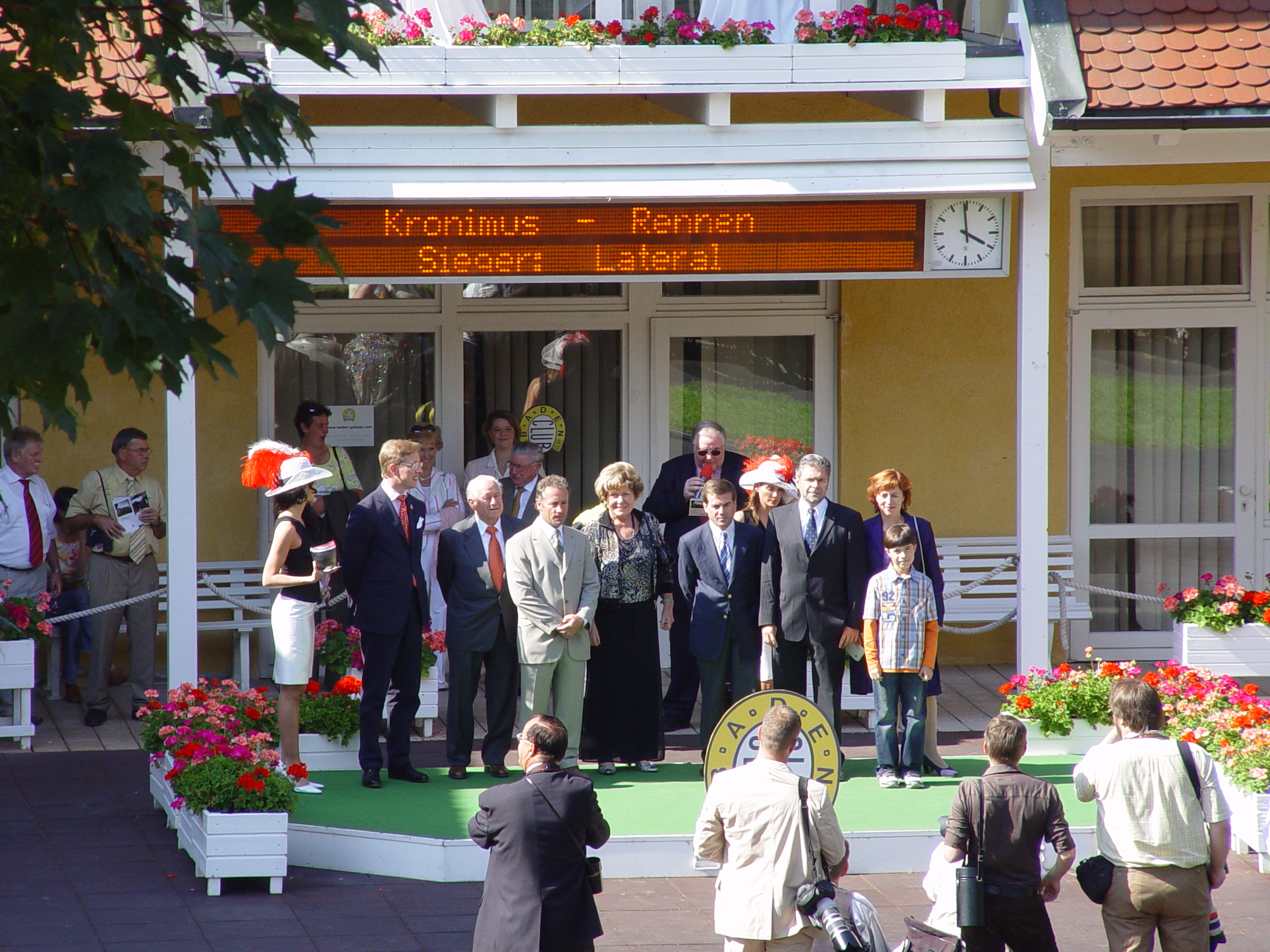
Siegerehrung

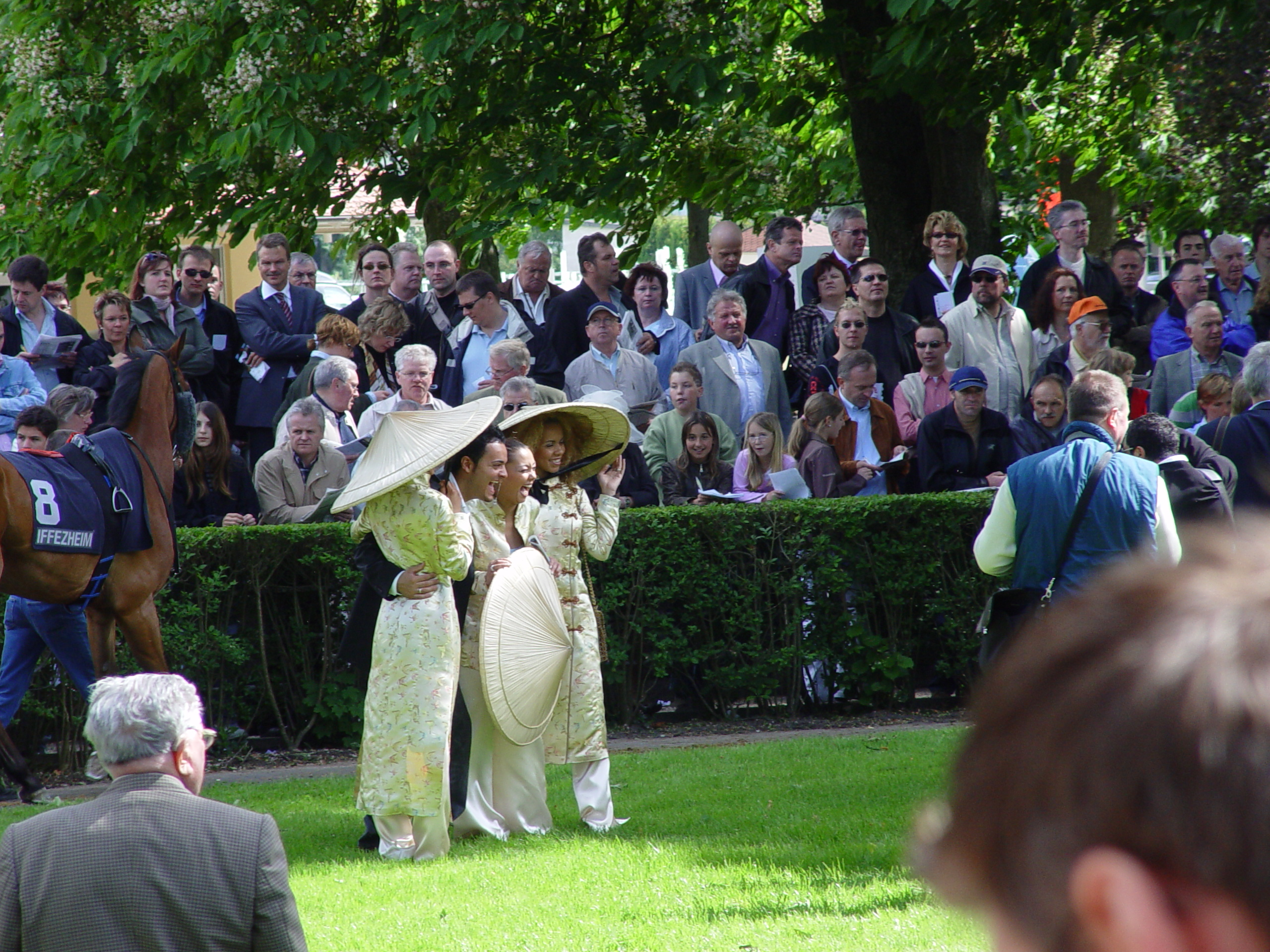
Neben Pferden präsentieren sich im Führring auch Prominente

Der Rennplatz Iffezheim ist eine Galopprennbahn in Iffezheim bei Baden-Baden. Er ist Austragungsort von Pferderennsportveranstaltungen wie der Großen Woche im Spätsommer, dem Frühjahrsmeeting sowie dem Sales & Racing Festival im Oktober. Das bedeutendste Einzelrennen ist der Große Preis von Baden innerhalb der Großen Woche, der seit der Gründung der Bahn im Jahr 1858 ausgetragen wird und zeitweise zu den wichtigsten Galopprennen der Welt gezählt wurde. Die Rennwochen sind mondäne Ereignisse des Baden-Badener Gesellschaftslebens und ziehen ein internationales Publikum an. Der Rennbahn angegliedert ist ein großes Trainingszentrum für Pferderennsport und eine Pferdeklinik. In einer eigenen Auktionshalle führt die Baden-Badener Auktionsgesellschaft (BBAG) e. V. mehrmals jährlich Auktionen für Englische Vollblüter durch.

## Geschichte

### Beginn der Iffezheimer Pferderennen
Edouard Bénazet, der Betreiber der Baden-Badener Spielbank und Sohn des als „Roi de Bade“ titulierten Jacques Bénazet, plante die Veranstaltung von Pferderennen als weitere Attraktion für den Kurort Baden-Baden. Am 16. Februar 1858 fand die Unterzeichnung des Pachtvertrages über das Gelände „In der Bey“ und „Im Weichen“ zwischen dem Iffezheimer Bürgermeister Severin Schäfer und Emil Du Pressoir („Le duc du Zéro“) statt, dem Bevollmächtigten und Neffen Edouard Bénazets.
Auf dem Gelände eines trockengefallenen Rheinarmes am nordöstlichen Ortsrand von Iffezheim ließ Bénazet für 300.000 Francs drei Tribünen und weitere Gebäude errichten. Da sich der preußische Jockey-Club zierte, sprang der französische Jockey-Club ein und übernahm die Leitung der Rennen. Die Stute Amazone gewann das erste der ab Sommer 1858 abgehaltenen Rennen – sie war die einzige Starterin und absolvierte das Rennen im sogenannten Walk over.

### Gründung des Internationalen Clubs
Der durch den Deutsch-Französischen Krieg sich verschärfende Chauvinismus beendete die Franzosenära in Baden-Baden. Der mittlerweile als Kurdirektor amtierende Du Pressoir konnte zunächst mit Hilfe von führenden Persönlichkeiten des deutschen Rennsports die Rennen 1871 und 1872 weiterhin ausrichten. Auf Grund der am 1. Juli 1867 vom Norddeutschen Bund verfügten Schließung der Spielbanken bis spätestens 1870 standen ab 31. Oktober 1872, nach einer zweijährigen Gnadenfrist, die Roulette-Räder des Baden-Badener Spielcasinos still. 1872 wurden letztmals 120.000 Francs aus Spielbankmitteln als Rennpreise ausgesetzt. Den Rennen in Iffezheim war mit dem Ende des Spielbetriebes die finanzielle Grundlage entzogen.
Dem rennreitenden Chefredakteur der Turfzeitung „Sporn“, Fedor André, gelang es, eine illustre Schar Gleichgesinnter für die Fortführung der Rennen zu gewinnen. Carl Egon Fürst zu Fürstenberg, Friedrich Landgraf von Hessen, der Herzog von Hamilton, Hugo Fürst zu Hohenlohe-Öhringen, Nikolaus Fürst von Gagarin, Fürst Menschikow, Hugo Graf Henckel von Donnersmarck, Nikolaus Graf Esterhazy und andere gründeten am 26. November 1872 mit 300.000 Gulden zunächst als Aktiengesellschaft den Internationalen Club.
Eine Gesetzeslücke ausnutzend, frönten sie in Form eines Circle privé ihrer Spielleidenschaft und errichteten ein privates Spielcasino in dem vom Gründungskapital erworbenen, von Weinbrenner erbauten Rothschildschen Palais in der Lichtentaler Allee, das einst Königin Friederike von Schweden diente. Die Gründerväter und deren Nachfolger pflegten den Anspruch und die Erwartungen der damaligen High Society an Baden-Baden. Ohne sie wäre die „Sommerhauptstadt“ in der Bedeutungslosigkeit versunken. Am 21. Dezember 1872 hielt der Club seine erste Generalversammlung ab. Erster Präsident des Clubs wurde Carl Egon zu Fürstenberg, der dieses Amt bis 1884 innehatte und dem zu Ehren ab 1900 der Preis von Iffezheim in „Fürstenberg-Rennen“ umbenannt wurde.
Für Donnerstag, den 1. Mai 1873, schrieb der Internationale Club ein „Herren-Frühjahrsmeeting“ aus. Diese bis zum Jahr 1972 einmalige Angelegenheit war für den Internationalen Club die Generalprobe für die Rennen im August. Insgesamt wurden im August 1873 an vier Renntagen 19 Rennen mit 80 Startern abgehalten. Zu gewinnen gab es Rennpreise in Höhe von 89.855 Mark und sechs Ehrenpreise.

### Nach dem Zweiten Weltkrieg
Der Rennplatz entwickelte sich seit den 1950er-Jahren zum größten Trainingszentrum für Pferderennsport in Deutschland. In den 1970er-Jahren wurden größere Investitionen in die Infrastruktur vorgenommen. So wurde 1976 die ehemalige Fürstenloge, die Clubtribüne und das Teehaus durch eine neue Tribüne ersetzt. Seit 1972 wird das Frühjahrsmeeting ausgetragen. Beim Boxendorf gibt es seit 1979 eine Pferdeklinik. 1993 wurde die Haupttribüne erweitert. 2004 eröffnete als dritte große Tribüne die Bénazet-Tribune und das Sales & Racing Festival fand erstmals statt.
Außer den Pferderennen fanden auf der Rennbahn, unter Ausnutzung der Zuschauertribünen, Open-Air-Konzerte mit Künstlern wie Plácido Domingo, Howard Carpendale oder Unheilig statt.
Nach der Insolvenz des Internationalen Clubs im Jahr 2009 wurde im Juni 2010 die Baden Racing GmbH Pächter der Rennbahn, ein für diesen Zweck gegründetes Joint Venture unter Führung von Andreas Jacobs. Ihr Mehrheitsgesellschafter war zunächst die internationale Sportmarketing-Agentur Infront. Nachdem Andreas Jacobs seine Infront-Anteile an einen Finanzinvestor verkauft hatte, übernahm die Jacobs Holding AG den Infront-Anteil an der Baden-Racing GmbH.
Am 30. September 2020 teilte die Baden Racing GmbH mit, dass sie den Pachtvertrag über die Rennbahn zum Jahresende 2020 außerordentlich gekündigt habe. Als Grund wurden die Verluste wegen der Einschränkungen der Besucherzahlen durch die Corona-Pandemie angeführt.
Zum 1. April 2021 übernahm die Baden-Galopp GmbH & Co. KG die Bahn als neue Betreibergesellschaft. Mehrheitsgesellschafter ist Peter Gaul, Chef der Mannheimer B.A.U. GmbH & Co. KG; als geschäftsführender Gesellschafter leitet Stephan Buchner, Rechtsanwalt aus Mannheim, den operativen Bereich. Weitere Gesellschafter sind die Baden-Badener Auktionsgesellschaft (BBAG) e. V., die Investoren Lars Jensen und Hans-Jörg Simon sowie der Baden Galopp Förderverein Iffezheim e. V.
Die „Große Woche“ fand mit vier Renntagen vom 29. August bis 5. September 2021 statt, im Oktober 2021 das Sales & Racing Festival.
Besucher können Wetten bei den Wettbüros platzieren. Der Wettumsatz am Rennplatz Iffezheim betrug 2023 rund 6,3 Millionen Euro.

## Rennbahn

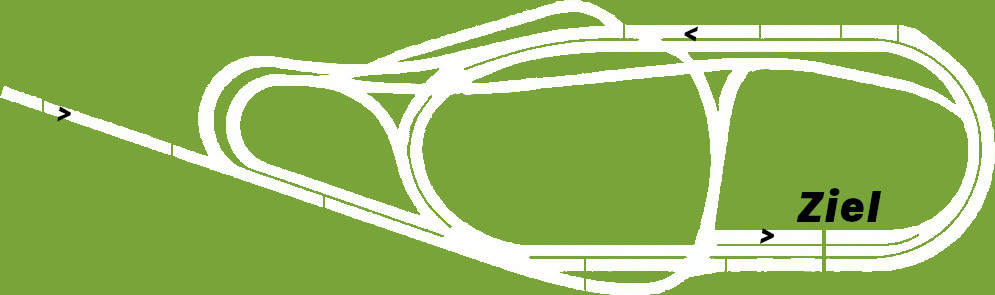
Geläuf des Rennplatz Iffezheim, grüne Balken markieren Startstellen, schwarze Pfeile markieren die Laufrichtung, der Start für 3.200 m und 1.200 m befindet sich links

Die Rennbahn ist linksläufig. Auf dem Geläuf gibt es zehn Startpunkte für die verschiedenen Distanzen, wobei die Startstellen für 3200 m und 1200 m am gleichen Ort liegen. Innerhalb der Grasbahn gibt es eine Sandbahn. Die Zielgerade verläuft vor den Tribünen. Je nach gewähltem Weg ist die Bahn unterschiedlich lang.
Diese werden im Wechsel, je nach Distanz genutzt. Der Start für 3.200 m und 1.200 m Rennen befindet sich an derselben Stelle.

## Baden-Badener Auktionsgesellschaft
Für den Handel mit Vollblutpferden wurde 1963 in Baden-Baden von Privatpersonen und großen Vollblutgestüten, wie Schlenderhan, Röttgen, Zoppenbroich und Alfred Wilhelm von Kap-Herr eine Firma namens Deutimex gegründet. Deutimex veranstaltete 1963 im Rahmen der Internationalen Woche am rennfreien Donnerstag die erste Auktion mit 33 Jährlingen im Führring des Rennplatz Iffezheim. Dieser Termin wurde in der Folge beibehalten. Die Firma baute in der Folge für den Pferdehandel einen Stall mit 49 Boxen.
1972 kam eine zweite Auktionsgesellschaft, der VFV (Verein zur Förderung der Vollblutzucht durch Gemeinschaftsauktionen e. V.) hinzu und errichtete später einen Stall mit 58 Boxen. Zu den Züchtern, die ihren Nachwuchs über die VFV vermarkteten gehörten unter anderen die Gestüte Römerhof, Fährhof und Harzburg. Die Auktion fand alljährlich am 2. Samstag der Internationalen Woche, einen Tag vor dem Großen Preis von Baden, statt. Dieser Termin war erfolgreicher, da an diesem Tag viele Ausländer vor Ort waren. Der Umsatz der VFV übertraf die Deutimex.
1982 übernahm das Badener Auktionssyndikat die Firma Deutimex und die Jählingsauktion hieß von 1982 bis 1984 Pedigree. 

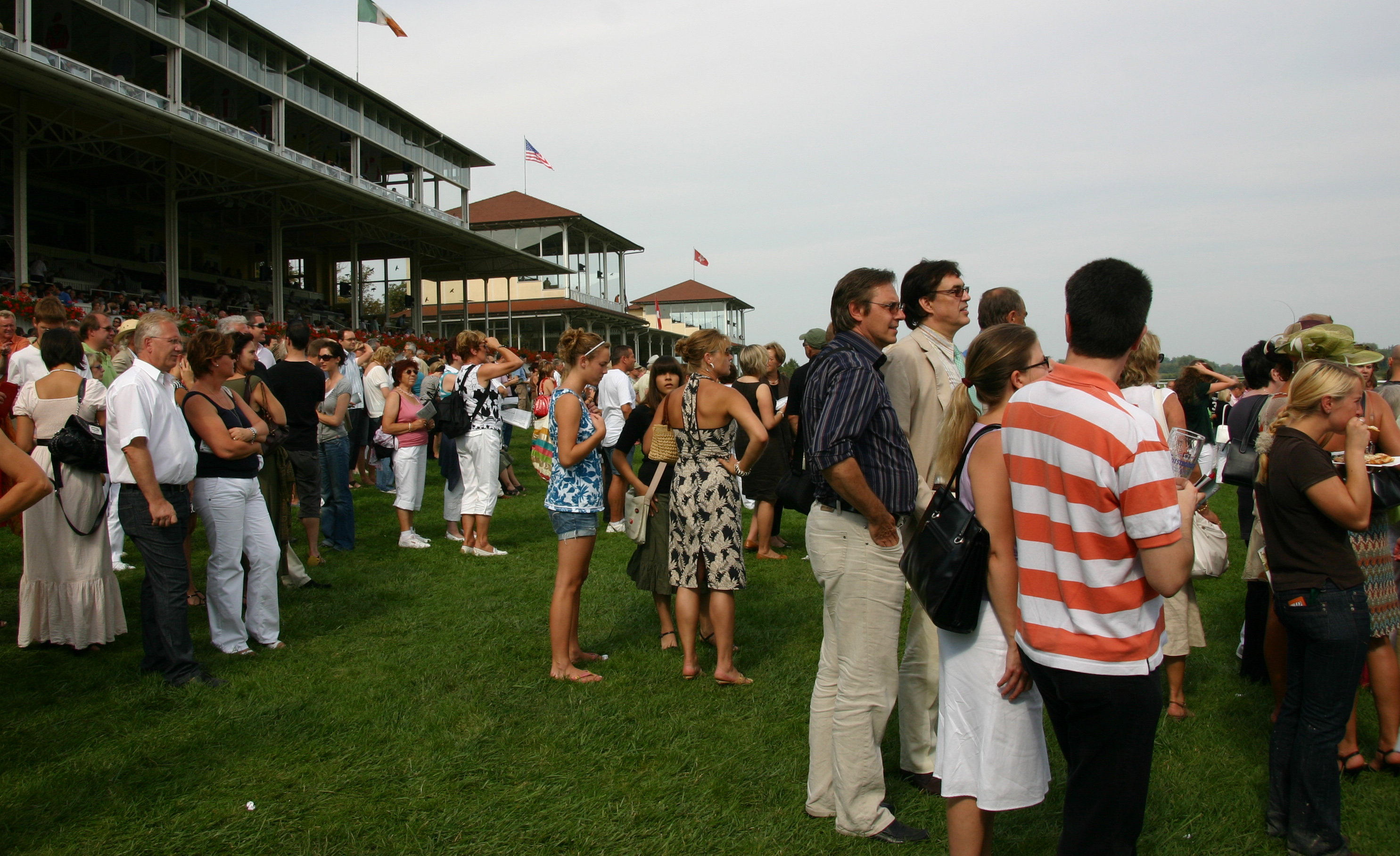
Zuschauer des 232. Preis der BBAG Jährlingsauktion, 2008

Von 1985 bis 1987 wurde die Jählings-Auktion von den beiden Auktionshäusern gemeinsam durchgeführt.
Die beiden Auktionshäuser schlossen sich am 15. März 1988 zur Baden-Badener Auktionsgesellschaft (BBAG) e. V. zusammen. Seit 1990 werden bei der Herbstauktion nicht nur Jährlinge, sondern auch Stuten, Rennpferde in und außer Training sowie Absetzer angeboten. 1995 kam die Frühjahrs-Auktion während des Frühjahrs-Meetings in Baden-Baden hinzu, so dass nun alljährlich drei Auktionen abgehalten wurden. Aufgrund der hohen Zahl von Verkaufspferden gab es nicht genügend Boxen und einige Auktionen mussten auf zwei Tage verteilt werden. Deshalb wurden die Stallungen immer weiter ausgebaut. Im Herbst 1999 wurde eine neue Auktionshalle eröffnet und 2006 kam ein Bürogebäude mit Restaurant hinzu. 2008 wurde die Boxenkapazität auf 389 Boxen erweitert und 2011 eine Quarantänestation eingerichtet. Im Jahr 2014 kam eine überdachte Longierhalle hinzu. Seit 2017 stellt die BBAG Röntgenbilder der Auktionspferde für interessierte Tierärzte online. Die Baden-Badener Auktionsgesellschaft finanziert mehrere Vollblut-Rennen, darunter den Preis der BBAG Jährlingsauktion beim Herbstmeeting in Iffezheim.
Wegen der Corona-Pandemie fiel die Frühjahrs-Auktion 2020 aus, die beiden Herbst-Auktionen fanden mit Hygiene-Konzept statt. Die Frühjahrs-Auktion 2021 wurde erfolgreich online durchgeführt, so dass seit 2021 im August und Dezember zwei zusätzliche Online-Auktionen gibt. Die Baden-Badener Auktionsgesellschaft verkauft rund 500 Vollblüter pro Jahr (Stand 2023).